# Otto Ampferer
 (janvier 2025).
Otto Ampferer, né en 1875 à Innsbruck et mort en 1947, est un alpiniste et géologue autrichien, surtout célèbre pour avoir réussi la première ascension du Campanile Basso.
En géologie, il est célèbre pour avoir énoncé dès 1906 une théorie des mouvements convectifs dans la lithosphère. Cette théorie contribue à expliquer la dérive des continents. Longtemps méconnue ou contestée, elle ne fut admise qu'avec beaucoup de réticence par la majorité des géologues après 1960, et n'a été enseignée dans les lycées à la place de la théorie de la contraction du globe qu'après 1975.

## Biographie
Il commence à grimper très jeune, et pratique l'escalade toute sa vie dans les Alpes orientales du fait de sa profession de géologue. Alpiniste sans guide, il est l'un des premiers membres du Club alpin d'Innsbruck. En 1899, il découvre le passage clef permettant d'accéder au sommet du Campanile Basso, qui était alors l'un des principaux problèmes des Alpes orientales.
En 1901, il entre au service géologique autrichien. Il en devient le directeur de 1935 à 1937. Il réalise un grand nombre de cartes géologiques et 260 publications. En son honneur, la Société autrichienne de géologie décerne tous les deux ans le prix Otto Ampferer à un chercheur en géologie de moins de 35 ans.
Il a épousé en 1902 Olga Sander, sœur de Bruno Sander, un célèbre professeur de géologie autrichien.

## Ascensions
- 1897-1909 - Près de 2 000 ascensions, dont environ 100 premières
- 1898 - Arête ouest de la Schüsselkarspitze (2 538 m, Wetterstein) avec Fritz Hörtnagel
- 1899 - Ascension du Campanile Basso en compagnie de Karl Berger, le 18 août